# Partito della Madrepatria (Azerbaigian)
Il Partito della Madrepatria (in azero Ana Vətən Partiyası, AVP) è un partito politico di orientamento conservatore e nazionalista fondato in Azerbaigian nel 1990, allo scopo di rappresentare gli azeri originari dell'Armenia.

## Risultati elettorali
| Elezione          | Seggi   |
| ----------------- | ------- |
| Parlamentari 1995 | 1 / 125 |
| Parlamentari 2000 | 1 / 125 |
| Parlamentari 2005 | 2 / 125 |
| Parlamentari 2010 | 2 / 125 |
| Parlamentari 2015 | 0 / 125 |
| Parlamentari 2020 | 1 / 125 |
| Parlamentari 2024 | 1 / 125 |